# Flakbatterie Schillig

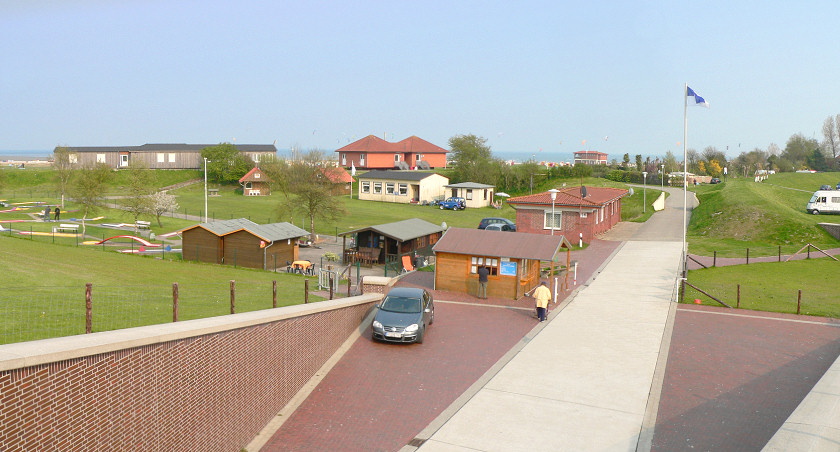
Heutige Ansicht des damaligen Batteriegeländes

Die schwere Flakbatterie Schillig war im Zweiten Weltkrieg eine verbunkerte Stellung der Marine-Flak im Norden Wilhelmshavens.

## Organisatorische Eingliederung
Für die Küstenverteidigung war der Küstenbefehlshaber Deutsche Bucht verantwortlich. Die Batterie gehörte als Teil der II. Marineflakbrigade zum Abschnitt Wilhelmshaven. Die Flakbatterie gehörte zur Marine-Flak-Abteilung 282, deren Flakuntergruppenkommando Nord in Hooksiel lag.

## Lage und Aufbau

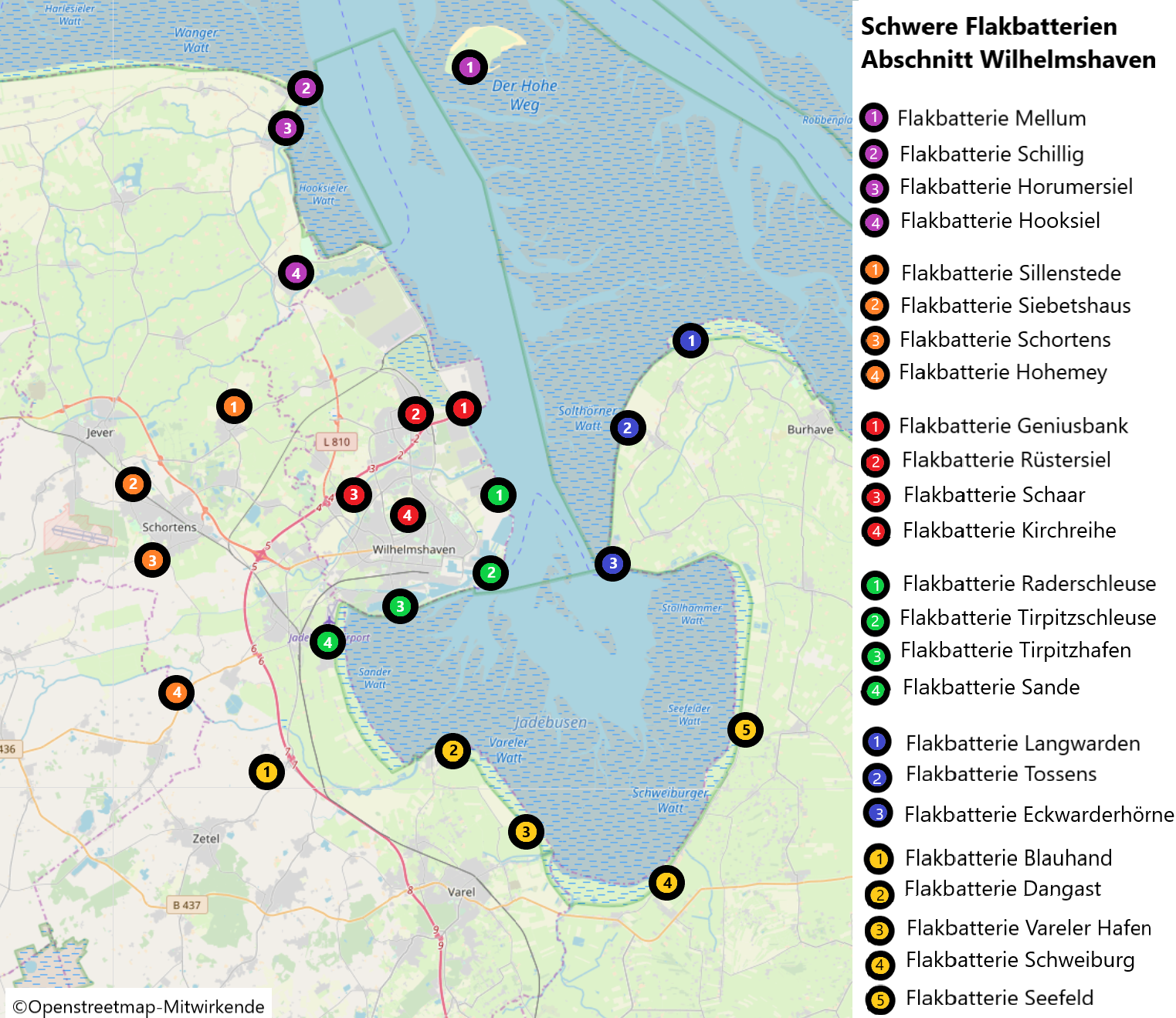
Position der Flakbatterien im Abschnitt Wilhelmshaven

Die Batterie wurde auf die Bunkeranlagen der ehemaligen Wattbatterie gebaut. Aufgrund der sehr begrenzten räumlichen Möglichkeiten wurden die vier Geschützhochbunker und der zentrale Leitstand unüblicherweise in einer Reihe nebeneinander errichtet. Die Anlage verfügte über je ein Radargerät vom Typ Würzburg und Flum sowie leichte Waffen zur Eigensicherung.

## Geschichte
Während der Friedenszeit wurde die in Fort Schillig (Deichbatterie) vorhandene 8,8-cm-Flakbatterie mit Deckenschilden und die 15-cm-Seezielbatterie für die Ausbildung von Marineartilleristen genutzt. Da die im Fort bestehende Flakbatterie aufgrund ihrer ungeschützten Anlage nicht mehr den neuen Anforderungen der damaligen Zeit entsprach, wurde zunächst eine provisorische 8,8-cm-Flakbatterie eingerichtet. In den Jahren 1940/41 wurde eine neue Bunkerbatterie auf die ehemalige Wattbatterie gebaut. Damit verfügte die neue Flakbatterie über ein unterirdisches Bunkersystem. Am 6. April 1943 wurde die Batterie auf 10,5-cm-Geschütze umgerüstet.

## Unterkunftsgebäude
Die zugehörigen Unterkunftsgebäude befanden sich auf dem Geländes des heutigen DRK-Nordsee-Kurzentrum Friesland; hier befand sich auch das Offizierskasino, das noch heute als Gebäude vorhanden ist.